# Formia
Formia – miejscowość i gmina we Włoszech, w regionie Lacjum, w prowincji Latina.
Według danych na rok 2004 gminę zamieszkiwało 35 758 osób, 489,8 os./km².
W miejscowości znajduje się stacja kolejowa Formia.